# Iker Casillas
Iker Casillas Fernández (Móstoles, 20 mei 1981) is een Spaans voormalig profvoetballer die speelde als doelman. Hij speelde tussen 1999 en 2020 voor Real Madrid en FC Porto. Casillas was van 2000 tot en met 2016 international in het Spaans voetbalelftal, waarmee hij in 2010 wereldkampioen werd en in zowel 2008 als 2012 Europees kampioen. In 2012 werd hij Spaans recordinternational. In februari 2020 beëindigde Iker Casillas zijn spelersloopbaan en stelde hij zich kandidaat als voorzitter van de Spaanse voetbalbond.
Casillas speelde zestien seizoenen in het eerste elftal van Real Madrid, waarmee hij vijf keer het Spaans landskampioenschap, twee keer de Copa del Rey, vier keer de Supercopa, drie keer de UEFA Champions League, een keer de wereldbeker voor clubteams, een keer het wereldkampioenschap voor clubs en twee keer de UEFA Super Cup won.

## Clubcarrière

### Real Madrid
Vanaf 1989 speelde Casillas in de jeugd van Real Madrid. In het seizoen 1999/2000 liet trainer John Toshack Casillas debuteren in het eerste elftal. Toshack werd gedurende het seizoen ontslagen, maar de jonge doelman werd onder de nieuwe trainer Vicente del Bosque eerste keus. In zijn eerste jaar bij de hoofdmacht van Real Madrid won Casillas meteen de UEFA Champions League door in de finale Valencia CF met 3-0 te verslaan. In de drie seizoenen die volgden, groeide Casillas definitief uit tot de onbetwiste eerste doelman van Los Merengues, hoewel hij in het seizoen 2001/2002 een terugslag kende en tijdelijk zijn basisplaats verloor aan César Sánchez. Na de winst van de Champions League in 2000 veroverde hij met Real Madrid nog meer prijzen: vijfmaal de Spaanse landstitel (2001, 2003, 2007, 2008, 2012), de Champions League (2002, 2014) en de wereldbeker voor clubteams (2002, 2014). Vanaf 2003 raakte Real Madrid in een sportief dal en gedurende meerdere seizoenen bleven prijzen uit. Waar sterspelers als Raúl González, Luís Figo en David Beckham minder gingen presteren, werd Casillas alleen maar beter en zijn uitstekende keeperswerk voorkwam in de mindere periodes meerdere malen puntverlies voor Real Madrid. Op 16 december 2006 speelde Casillas op 25-jarige leeftijd tegen RCD Espanyol zijn 250e competitieduel voor Real Madrid. Alleen Raúl González bereikte met een leeftijd van 23 jaar deze mijlpaal op jongere leeftijd dan Casillas. Op 16 februari 2010 speelde hij zijn 100ste Champions League wedstrijd. Real Madrid verloor toen op het veld van Olympique Lyonnais met 1-0. Casillas is de 15de speler die dit bereikt heeft. Op 14 februari 2008 werd bekend dat hij een contract bij Real Madrid tekent tot 2017. Casillas ontving in het seizoen 2007/08 de Trofeo Zamora voor minst gepasseerde doelman in de Primera División.
Op 22 december 2012 in de competitiewedstrijd tegen Málaga CF zat Casillas voor het eerst in meer dan tien jaar op de bank bij Real Madrid tijdens een Primera División-wedstrijd. De toen 25-jarige Antonio Adán kreeg de voorkeur. Tijdens de winterstop haalde José Mourinho Diego López weg bij Sevilla FC. López speelde het seizoen uit als eerste doelman. In de zomer vertrok Mourinho naar Chelsea. Onder Carlo Ancelotti kreeg Diego López nog steeds de voorkeur boven Casillas. Na zijn transfer in 2014 werd Casillas weer eerste keeper bij Real Madrid.

### FC Porto
Na zestien jaar in het eerste team van Real Madrid tekende Casillas in juli 2015 een contract tot medio 2017 bij FC Porto. In zijn verbintenis werd een optie voor nog een seizoen opgenomen. In dienst van Porto speelde Casillas zijn 152ste wedstrijd in de Champions League, waarmee hij Xavi Hernández achter zich liet en alleen recordhouder werd. Hij won op 20 oktober 2015 met de Portugese club thuis met 2-0 van Maccabi Tel Aviv. Dit was zijn 51ste wedstrijd in de Champions League zonder tegendoelpunt, waardoor hij Edwin van der Sar achter zich liet en ook op dit vlak alleen recordhouder werd. Op 5 mei 2018 werd FC Porto zonder zelf te spelen Portugees landskampioen. Dit is voor Casillas zijn eerste landstitel met FC Porto.
Op 1 mei 2019 werd Casillas getroffen door een hartaanval. Hij voelde zich op de training van FC Porto al onwel, waarna het misging. Hij werd in een ziekenhuis direct gedotterd. Hij verkeerde daarna al snel in gezonde toestand en op 1 juli 2019 begon hij weer mee te doen met de teamtrainingen. Hij hervatte zijn loopbaan bij FC Porto in november 2019.

## Einde voetballoopbaan
Op 18 februari 2020 raakte bekend dat Casillas zich kandidaat stelde om bondsvoorzitter te worden van Spanje en zijn voetbalschoenen aan de haak hing. Hij speelde geen enkele wedstrijd meer sinds zijn hartaanval in mei 2019.

## Persoonlijk
Casillas is sinds eind 2021 gescheiden en vader van twee zoons.

## Clubstatistieken
| Seizoen         | Club            | Competitie       | Competitie | Competitie | Beker | Beker | Internationaal1 | Internationaal1 | Overig2 | Overig2 | Totaal | Totaal |
| Seizoen         | Club            | Competitie       | Wed.       | Dlp.       | Wed.  | Dlp.  | Wed.            | Dlp.            | Wed.    | Dlp.    | Wed.   | Dlp.   |
| --------------- | --------------- | ---------------- | ---------- | ---------- | ----- | ----- | --------------- | --------------- | ------- | ------- | ------ | ------ |
| 1999/00         | Real Madrid     | Primera División | 27         | 0          | 5     | 0     | 15              | 0               | —       | —       | 47     | 0      |
| 2000/01         | Real Madrid     | Primera División | 34         | 0          | 0     | 0     | 11              | 0               | 2       | 0       | 47     | 0      |
| 2001/02         | Real Madrid     | Primera División | 25         | 0          | 5     | 0     | 9               | 0               | 1       | 0       | 40     | 0      |
| 2002/03         | Real Madrid     | Primera División | 38         | 0          | 0     | 0     | 17              | 0               | —       | —       | 55     | 0      |
| 2003/04         | Real Madrid     | Primera División | 37         | 0          | 2     | 0     | 9               | 0               | 2       | 0       | 50     | 0      |
| 2004/05         | Real Madrid     | Primera División | 37         | 0          | 0     | 0     | 10              | 0               | —       | —       | 47     | 0      |
| 2005/06         | Real Madrid     | Primera División | 37         | 0          | 4     | 0     | 7               | 0               | —       | —       | 48     | 0      |
| 2006/07         | Real Madrid     | Primera División | 38         | 0          | 0     | 0     | 7               | 0               | —       | —       | 45     | 0      |
| 2007/08         | Real Madrid     | Primera División | 36         | 0          | 0     | 0     | 8               | 0               | 2       | 0       | 46     | 0      |
| 2008/09         | Real Madrid     | Primera División | 38         | 0          | 0     | 0     | 7               | 0               | 2       | 0       | 47     | 0      |
| 2009/10         | Real Madrid     | Primera División | 38         | 0          | 0     | 0     | 8               | 0               | —       | —       | 46     | 0      |
| 2010/11         | Real Madrid     | Primera División | 35         | 0          | 8     | 0     | 11              | 0               | —       | —       | 54     | 0      |
| 2011/12         | Real Madrid     | Primera División | 37         | 0          | 4     | 0     | 10              | 0               | 2       | 0       | 53     | 0      |
| 2012/13         | Real Madrid     | Primera División | 19         | 0          | 3     | 0     | 5               | 0               | 2       | 0       | 29     | 0      |
| 2013/14         | Real Madrid     | Primera División | 2          | 0          | 9     | 0     | 13              | 0               | 0       | 0       | 22     | 0      |
| 2014/15         | Real Madrid     | Primera División | 32         | 0          | 0     | 0     | 10              | 0               | 2       | 0       | 44     | 0      |
| Club totaal     | Club totaal     | Club totaal      | 510        | 0          | 40    | 0     | 157             | 0               | 15      | 0       | 720    | 0      |
| 2015/16         | FC Porto        | Primeira Liga    | 32         | 0          | 0     | 0     | 8               | 0               | 0       | 0       | 40     | 0      |
| 2016/17         | FC Porto        | Primeira Liga    | 33         | 0          | 0     | 0     | 10              | 0               | 0       | 0       | 43     | 0      |
| 2017/18         | FC Porto        | Primeira Liga    | 20         | 0          | 8     | 0     | 3               | 0               | 0       | 0       | 31     | 0      |
| 2018/19         | FC Porto        | Primeira Liga    | 12         | 0          | 0     | 0     | 6               | 0               | 1       | 0       | 19     | 0      |
| Club totaal     | Club totaal     | Club totaal      | 97         | 0          | 8     | 0     | 27              | 0               | 1       | 0       | 133    | 0      |
| Carrière totaal | Carrière totaal | Carrière totaal  | 607        | 0          | 48    | 0     | 184             | 0               | 16      | 0       | 853    | 0      |

## Interlandcarrière

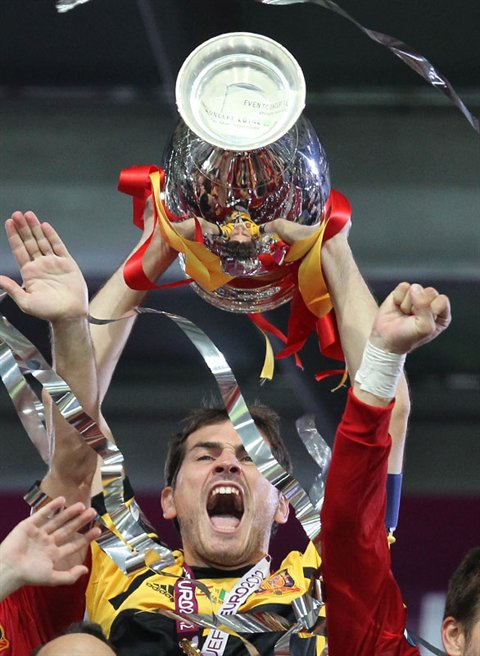
Casillas tijdens het EK 2012

In 1999 behoorde Casillas tot de Spaanse selectie die in Nigeria wereldkampioen werd op het WK Onder-20, hoewel hij destijds tweede keus was achter Daniel Aranzubia.
Op 3 juni 2000 maakte hij tegen Zweden zijn debuut in het nationaal elftal van Spanje. Sindsdien speelde Casillas 157 interlands (stand: 21 september 2014). Hiermee heeft hij Spaanse voetballer Zubizarreta van de troon gestoten (126 interlands). Hij behoorde tot de Spaanse selecties voor de Europees kampioenschappen van 2000, 2004 2008 en 2012 en de Wereldkampioenschappen van 2002, 2006, 2010 en 2014. In 2000 was Casillas nog derde doelman achter Santiago Cañizares en José Francisco Molina, op de andere toernooien was hij eerste keus. In de aanloop naar het WK 2010 werd Casillas aanvoerder van La Furía Roja.
Op het WK 2002 was Casillas in de achtste finale tegen Ierland de grote uitblinker bij Spanje door vier van de zeven Ierse strafschoppen te stoppen. Na 63 minuten keerde hij de strafschop van Ian Harte. Doordat Robbie Keane Casillas vlak voor tijd wel wist te passeren en zo de 1-1 maakte, volgden er verlengingen en uiteindelijk een strafschoppenserie. Hierin wist Casillas de penalty’s van Matt Holland, David Connolly en Kevin Kilbane te pareren en Spanje plaatste zich voor de volgende ronde. In de kwartfinale tegen Zuid-Korea moesten strafschoppen opnieuw de doorslag geven, maar nu werd Casillas vijfmaal gepasseerd en Spanje was uitgeschakeld. Op Euro 2008 in Zwitserland en Oostenrijk ontpopte Casillas zich opnieuw tot man van de wedstrijd. In de kwartfinales tegen Italië stopte hij twee strafschoppen van de vier die getrapt werden. Op deze manier kwalificeerde Spanje zich voor de halve finales en won het sinds 1920 voor de eerste keer tegen Italië in een officiële interland. In de finale won Casillas met zijn Spanje van Duitsland met 1-0. Casillas werd benoemd tot keeper van het toernooi. In 2010 werd Casillas met zijn ploeg wereldkampioen na het verslaan van Nederland in de finale met 1-0. In dit toernooi stond Casillas elke wedstrijd onder de lat. Nadat hij aanvankelijk een wat onzekere indruk had gemaakt, hervond Casillas in de loop van het toernooi zijn vorm en hij was met een gestopte strafschop tegen Paraguay in de kwartfinales en twee reddingen op grote kansen van Arjen Robben in de finale van zeer belangrijke waarde. Ook hier kreeg hij de prijs van 'Beste keeper van het toernooi'.
Op 12 november 2011 evenaarde Casillas het recordaantal interlands van Andoni Zubizaretta door tegen Engeland zijn 126e interland te spelen. Na de oefeninterland tussen Spanje en Servië (2-0) op 26 mei 2012 is Casillas de eerste doelman van een nationaal voetbalelftal die 73 keer de nul heeft weten te houden in een interland. De Spaanse goalie deelde het 'wereldrecord' van 72 'clean sheets' met Edwin van der Sar.
Met de gewonnen halve finale (na penalty's) tegen Portugal tijdens het Europees kampioenschap voetbal op 27 juni 2012 sloot hij voor de 100ste keer een interland winnend af. Tot op heden bereikte geen andere voetbalinternational ooit deze mijlpaal. Ook in de finale (4-0) werd hij niet gepasseerd.
Op het wereldkampioenschap voetbal 2014 was Casillas opnieuw eerste doelman van het Spaanse elftal. Tijdens de openingswedstrijd tegen Nederland, die Spanje met 1–5 verloor, ging Casillas bij enkele tegendoelpunten opzichtig in de fout. Na afloop bood de doelman zijn excuses aan aan het Spaanse volk. Ook na de verloren wedstrijd tegen Chili (0–2) waardoor het duidelijk was dat de Spanjaarden uitgeschakeld waren, maakte Casillas zijn excuses. In het laatste WK-duel van Spanje tegen Australië werd Casillas niet meer opgesteld; Pepe Reina verving hem.
Casillas stond op zondag 27 maart 2016 in de oefeninterland in en tegen Roemenië (0-0) voor de 166ste keer onder de lat bij Spanje. Hij werd daarmee officieel recordhouder van Europa. Middenvelder Vitālijs Astafjevs speelde 167 keer voor Letland, maar twee van die interlands zijn niet erkend door de wereldvoetbalbond FIFA. Wereldwijd wordt de lijst met de meeste interlands aangevoerd door Ahmed Hassan, die 184 keer voor Egypte uitkwam. Op die ranglijst stond Casillas op dat moment op de zesde plaats, achter Iván Hurtado (Ecuador, 168), Hossam Hassan (Egypte, 169), Claudio Suárez (Mexico, 177), Mohammed Al-Deayea (Saoedi-Arabië, 178) en Hassan. Casillas speelde op 1 juni 2016 ook nog zijn 167e interland, thuis tegen Zuid-Korea (6–1). Dat aantal werd op 15 november 2016 geëvenaard en op vrijdag 24 maart 2017 overtroffen door de Italiaan Gianluigi Buffon, die toen zijn 168ste interland speelde.
| Interlands van Iker Casillas voor Spanje | Interlands van Iker Casillas voor Spanje | Interlands van Iker Casillas voor Spanje | Interlands van Iker Casillas voor Spanje | Interlands van Iker Casillas voor Spanje | Interlands van Iker Casillas voor Spanje |
| №                                        | Datum                                    | Wedstrijd                                | Uitslag                                  | Soort wedstrijd                          | Doelpunten                               |
| Als speler bij Real Madrid CF            | Als speler bij Real Madrid CF            | Als speler bij Real Madrid CF            | Als speler bij Real Madrid CF            | Als speler bij Real Madrid CF            | Als speler bij Real Madrid CF            |
| ---------------------------------------- | ---------------------------------------- | ---------------------------------------- | ---------------------------------------- | ---------------------------------------- | ---------------------------------------- |
| 1.                                       | 3 juni 2000                              | Zweden – Spanje                          | 1 – 1                                    | Vriendschappelijk                        |                                          |
| 2.                                       | 7 juni 2000                              | Luxemburg – Spanje                       | 0 – 1                                    | Vriendschappelijk                        |                                          |
| 3.                                       | 2 september 2000                         | Bosnië en Herzegovina – Spanje           | 1 – 2                                    | Kwalificatie WK 2002                     |                                          |
| 4.                                       | 7 oktober 2000                           | Spanje – Israël                          | 2 – 0                                    | Kwalificatie WK 2002                     |                                          |
| 5.                                       | 11 oktober 2000                          | Oostenrijk – Spanje                      | 1 – 1                                    | Kwalificatie WK 2002                     |                                          |
| 6.                                       | 15 november 2000                         | Spanje – Nederland                       | 1 – 2                                    | Vriendschappelijk                        |                                          |
| 7.                                       | 28 februari 2001                         | Engeland – Spanje                        | 3 – 0                                    | Vriendschappelijk                        |                                          |
| 8.                                       | 24 maart 2001                            | Spanje – Liechtenstein                   | 5 – 0                                    | Kwalificatie WK 2002                     |                                          |
| 9.                                       | 25 april 2001                            | Spanje – Japan                           | 1 – 0                                    | Vriendschappelijk                        |                                          |
| 10.                                      | 5 september 2001                         | Liechtenstein – Spanje                   | 0 – 2                                    | Kwalificatie WK 2002                     |                                          |
| 11.                                      | 14 november 2001                         | Spanje – Mexico                          | 1 – 0                                    | Vriendschappelijk                        |                                          |
| 12.                                      | 13 februari 2002                         | Spanje – Portugal                        | 1 – 1                                    | Vriendschappelijk                        |                                          |
| 13.                                      | 17 april 2002                            | Noord-Ierland – Spanje                   | 0 – 5                                    | Vriendschappelijk                        |                                          |
| 14.                                      | 2 juni 2002                              | Slovenië – Spanje                        | 1 – 3                                    | WK 2002                                  |                                          |
| 15.                                      | 7 juni 2002                              | Paraguay – Spanje                        | 1 – 3                                    | WK 2002                                  |                                          |
| 16.                                      | 12 juni 2002                             | Zuid-Afrika – Spanje                     | 2 – 3                                    | WK 2002                                  |                                          |
| 17.                                      | 16 juni 2002                             | Ierland – Spanje                         | 1 – 1 (2 – 3 n.s.)                       | WK 2002                                  |                                          |
| 18.                                      | 22 juni 2002                             | Zuid-Korea – Spanje                      | 0 – 0 (5 – 3 n.s.)                       | WK 2002                                  |                                          |
| 19.                                      | 21 augustus 2002                         | Hongarije – Spanje                       | 1 – 1                                    | Vriendschappelijk                        |                                          |
| 20.                                      | 7 september 2002                         | Griekenland – Spanje                     | 0 – 2                                    | Kwalificatie EK 2004                     |                                          |
| 21.                                      | 12 oktober 2002                          | Spanje – Noord-Ierland                   | 3 – 0                                    | Kwalificatie EK 2004                     |                                          |
| 22.                                      | 20 november 2002                         | Spanje – Bulgarije                       | 1 – 0                                    | Vriendschappelijk                        |                                          |
| 23.                                      | 12 februari 2003                         | Spanje – Duitsland                       | 3 – 1                                    | Vriendschappelijk                        |                                          |
| 24.                                      | 29 maart 2003                            | Oekraïne – Spanje                        | 2 – 2                                    | Kwalificatie EK 2004                     |                                          |
| 25.                                      | 2 april 2003                             | Spanje – Armenië                         | 3 – 0                                    | Kwalificatie EK 2004                     |                                          |
| 26.                                      | 30 april 2003                            | Spanje – Ecuador                         | 4 – 0                                    | Vriendschappelijk                        |                                          |
| 27.                                      | 7 juni 2003                              | Spanje – Griekenland                     | 0 – 1                                    | Kwalificatie EK 2004                     |                                          |
| 28.                                      | 11 juni 2003                             | Noord-Ierland – Spanje                   | 0 – 0                                    | Kwalificatie EK 2004                     |                                          |
| 29.                                      | 6 september 2003                         | Portugal – Spanje                        | 0 – 3                                    | Vriendschappelijk                        |                                          |
| 30.                                      | 10 september 2003                        | Spanje – Oekraïne                        | 2 – 1                                    | Kwalificatie EK 2004                     |                                          |
| 31.                                      | 11 oktober 2003                          | Armenië – Spanje                         | 0 – 3                                    | Kwalificatie EK 2004                     |                                          |
| 32.                                      | 15 november 2003                         | Spanje – Noorwegen                       | 2 – 1                                    | Kwalificatie EK 2004                     |                                          |
| 33.                                      | 19 november 2003                         | Noorwegen – Spanje                       | 0 – 3                                    | Kwalificatie EK 2004                     |                                          |
| 34.                                      | 18 februari 2004                         | Spanje – Peru                            | 2 – 1                                    | Vriendschappelijk                        |                                          |
| 35.                                      | 31 maart 2004                            | Spanje – Denemarken                      | 2 – 0                                    | Vriendschappelijk                        |                                          |
| 36.                                      | 28 april 2004                            | Italië – Spanje                          | 1 – 1                                    | Vriendschappelijk                        |                                          |
| 37.                                      | 5 juni 2004                              | Spanje – Andorra                         | 4 – 0                                    | Vriendschappelijk                        |                                          |
| 38.                                      | 12 juni 2004                             | Rusland – Spanje                         | 0 – 1                                    | EK 2004                                  |                                          |
| 39.                                      | 16 juni 2004                             | Griekenland – Spanje                     | 1 – 1                                    | EK 2004                                  |                                          |
| 40.                                      | 20 juni 2004                             | Spanje – Portugal                        | 0 – 1                                    | EK 2004                                  |                                          |
| 41.                                      | 3 september 2004                         | Spanje – Schotland                       | 1 – 1                                    | Vriendschappelijk                        |                                          |
| 42.                                      | 8 september 2004                         | Bosnië en Herzegovina – Spanje           | 1 – 1                                    | Kwalificatie WK 2006                     |                                          |
| 43.                                      | 9 oktober 2004                           | Spanje – België                          | 2 – 0                                    | Kwalificatie WK 2006                     |                                          |
| 44.                                      | 13 oktober 2004                          | Litouwen – Spanje                        | 0 – 0                                    | Kwalificatie WK 2006                     |                                          |
| 45.                                      | 17 november 2004                         | Spanje – Engeland                        | 1 – 0                                    | Vriendschappelijk                        |                                          |
| 46.                                      | 9 februari 2005                          | Spanje – San Marino                      | 5 – 0                                    | Kwalificatie WK 2006                     |                                          |
| 47.                                      | 26 maart 2005                            | Spanje – China                           | 3 – 0                                    | Vriendschappelijk                        |                                          |
| 48.                                      | 30 maart 2005                            | Servië en Montenegro – Spanje            | 0 – 0                                    | Kwalificatie WK 2006                     |                                          |
| 49.                                      | 4 juni 2005                              | Spanje – Litouwen                        | 1 – 0                                    | Kwalificatie WK 2006                     |                                          |
| 50.                                      | 8 juni 2005                              | Spanje – Bosnië en Herzegovina           | 1 – 1                                    | Kwalificatie WK 2006                     |                                          |
| 51.                                      | 7 september 2005                         | Spanje – Servië en Montenegro            | 1 – 1                                    | Kwalificatie WK 2006                     |                                          |
| 52.                                      | 8 oktober 2005                           | België – Spanje                          | 0 – 2                                    | Kwalificatie WK 2006                     |                                          |
| 53.                                      | 12 oktober 2005                          | San Marino – Spanje                      | 0 – 6                                    | Kwalificatie WK 2006                     |                                          |
| 54.                                      | 12 november 2005                         | Spanje – Slowakije                       | 5 – 1                                    | Kwalificatie WK 2006                     |                                          |
| 55.                                      | 16 november 2005                         | Slowakije – Spanje                       | 1 – 1                                    | Kwalificatie WK 2006                     |                                          |
| 56.                                      | 1 maart 2006                             | Spanje – Ivoorkust                       | 3 – 2                                    | Vriendschappelijk                        |                                          |
| 57.                                      | 27 mei 2006                              | Spanje – Rusland                         | 0 – 0                                    | Vriendschappelijk                        |                                          |
| 58.                                      | 3 juni 2006                              | Spanje – Egypte                          | 2 – 0                                    | Vriendschappelijk                        |                                          |
| 59.                                      | 14 juni 2006                             | Spanje – Oekraïne                        | 4 – 0                                    | WK 2006                                  |                                          |
| 60.                                      | 19 juni 2006                             | Tunesië – Spanje                         | 1 – 3                                    | WK 2006                                  |                                          |
| 61.                                      | 27 juni 2006                             | Frankrijk – Spanje                       | 3 – 1                                    | WK 2006                                  |                                          |
| 62.                                      | 2 september 2006                         | Spanje – Liechtenstein                   | 4 – 0                                    | Kwalificatie EK 2008                     |                                          |
| 63.                                      | 6 september 2006                         | Noord-Ierland – Spanje                   | 3 – 2                                    | Kwalificatie EK 2008                     |                                          |
| 64.                                      | 7 oktober 2006                           | Zweden – Spanje                          | 2 – 0                                    | Kwalificatie EK 2008                     |                                          |
| 65.                                      | 15 november 2006                         | Spanje – Roemenië                        | 0 – 1                                    | Vriendschappelijk                        |                                          |
| 66.                                      | 7 februari 2007                          | Engeland – Spanje                        | 0 – 1                                    | Vriendschappelijk                        |                                          |
| 67.                                      | 24 maart 2007                            | Spanje – Denemarken                      | 2 – 1                                    | Kwalificatie EK 2008                     |                                          |
| 68.                                      | 28 maart 2007                            | Spanje – IJsland                         | 1 – 0                                    | Kwalificatie EK 2008                     |                                          |
| 69.                                      | 2 juni 2007                              | Letland – Spanje                         | 0 – 2                                    | Kwalificatie EK 2008                     |                                          |
| 70.                                      | 8 september 2007                         | IJsland – Spanje                         | 1 – 1                                    | Kwalificatie EK 2008                     |                                          |
| 71.                                      | 12 september 2007                        | Spanje – Letland                         | 2 – 0                                    | Kwalificatie EK 2008                     |                                          |
| 72.                                      | 13 oktober 2007                          | Denemarken – Spanje                      | 1 – 3                                    | Kwalificatie EK 2008                     |                                          |
| 73.                                      | 17 november 2007                         | Spanje – Zweden                          | 3 – 0                                    | Kwalificatie EK 2008                     |                                          |
| 74.                                      | 6 februari 2008                          | Spanje – Frankrijk                       | 1 – 0                                    | Vriendschappelijk                        |                                          |
| 75.                                      | 26 maart 2008                            | Spanje – Italië                          | 1 – 0                                    | Vriendschappelijk                        |                                          |
| 76.                                      | 31 mei 2008                              | Spanje – Peru                            | 2 – 1                                    | Vriendschappelijk                        |                                          |
| 77.                                      | 4 juni 2008                              | Spanje – Verenigde Staten                | 1 – 0                                    | Vriendschappelijk                        |                                          |
| 78.                                      | 10 juni 2008                             | Rusland – Spanje                         | 1 – 4                                    | EK 2008                                  |                                          |
| 79.                                      | 14 juni 2008                             | Spanje – Zweden                          | 2 – 1                                    | EK 2008                                  |                                          |
| 80.                                      | 22 juni 2008                             | Italië – Spanje                          | 0 – 0 (2 – 4 n.s.)                       | EK 2008                                  |                                          |
| 81.                                      | 26 juni 2008                             | Rusland – Spanje                         | 0 – 3                                    | EK 2008                                  |                                          |
| 82.                                      | 29 juni 2008                             | Duitsland – Spanje                       | 0 – 1                                    | EK 2008                                  |                                          |
| 83.                                      | 20 augustus 2008                         | Denemarken – Spanje                      | 0 – 3                                    | Vriendschappelijk                        |                                          |
| 84.                                      | 6 september 2008                         | Spanje – Bosnië en Herzegovina           | 1 – 0                                    | Kwalificatie WK 2010                     |                                          |
| 85.                                      | 10 september 2008                        | Spanje – Armenië                         | 4 – 0                                    | Kwalificatie WK 2010                     |                                          |
| 86.                                      | 11 oktober 2008                          | Estland – Spanje                         | 0 – 3                                    | Kwalificatie WK 2010                     |                                          |
| 87.                                      | 15 oktober 2008                          | België – Spanje                          | 1 – 2                                    | Kwalificatie WK 2010                     |                                          |
| 88.                                      | 19 november 2008                         | Spanje – Chili                           | 3 – 0                                    | Vriendschappelijk                        |                                          |
| 89.                                      | 11 februari 2009                         | Spanje – Engeland                        | 2 – 0                                    | Vriendschappelijk                        |                                          |
| 90.                                      | 28 maart 2009                            | Spanje – Turkije                         | 1 – 0                                    | Kwalificatie WK 2010                     |                                          |
| 91.                                      | 1 april 2009                             | Turkije – Spanje                         | 1 – 2                                    | Kwalificatie WK 2010                     |                                          |
| 92.                                      | 9 juni 2009                              | Azerbeidzjan – Spanje                    | 0 – 6                                    | Vriendschappelijk                        |                                          |
| 93.                                      | 14 juni 2009                             | Nieuw-Zeeland – Spanje                   | 0 – 5                                    | Confederations Cup                       |                                          |
| 94.                                      | 17 juni 2009                             | Irak – Spanje                            | 0 – 1                                    | Confederations Cup                       |                                          |
| 95.                                      | 24 juni 2009                             | Verenigde Staten – Spanje                | 2 – 0                                    | Confederations Cup                       |                                          |
| 96.                                      | 28 juni 2009                             | Zuid-Afrika – Spanje                     | 2 – 3                                    | Confederations Cup                       |                                          |
| 97.                                      | 5 september 2009                         | Spanje – België                          | 5 – 0                                    | Kwalificatie WK 2010                     |                                          |
| 98.                                      | 9 september 2009                         | Spanje – Estland                         | 3 – 0                                    | Kwalificatie WK 2010                     |                                          |
| 99.                                      | 14 oktober 2009                          | Bosnië en Herzegovina – Spanje           | 2 – 5                                    | Kwalificatie WK 2010                     |                                          |
| 100.                                     | 14 november 2009                         | Spanje – Argentinië                      | 2 – 1                                    | Vriendschappelijk                        |                                          |
| 101.                                     | 18 november 2009                         | Oostenrijk – Spanje                      | 1 – 5                                    | Vriendschappelijk                        |                                          |
| 102.                                     | 3 maart 2010                             | Frankrijk – Spanje                       | 0 – 2                                    | Vriendschappelijk                        |                                          |
| 103.                                     | 29 mei 2010                              | Saoedi-Arabië – Spanje                   | 2 – 3                                    | Vriendschappelijk                        |                                          |
| 104.                                     | 8 juni 2010                              | Spanje – Polen                           | 6 – 0                                    | Vriendschappelijk                        |                                          |
| 105.                                     | 16 juni 2010                             | Spanje – Zwitserland                     | 0 – 1                                    | WK 2010                                  |                                          |
| 106.                                     | 21 juni 2010                             | Honduras – Spanje                        | 0 – 2                                    | WK 2010                                  |                                          |
| 107.                                     | 25 juni 2010                             | Chili – Spanje                           | 1 – 2                                    | WK 2010                                  |                                          |
| 108.                                     | 29 juni 2010                             | Portugal – Spanje                        | 0 – 1                                    | WK 2010                                  |                                          |
| 109.                                     | 3 juli 2010                              | Paraguay – Spanje                        | 0 – 1                                    | WK 2010                                  |                                          |
| 110.                                     | 7 juli 2010                              | Duitsland – Spanje                       | 0 – 1                                    | WK 2010                                  |                                          |
| 111.                                     | 11 juli 2010                             | Nederland – Spanje                       | 0 – 1                                    | WK 2010                                  |                                          |
| 112.                                     | 11 augustus 2010                         | Mexico – Spanje                          | 1 – 1                                    | Vriendschappelijk                        |                                          |
| 113.                                     | 3 september 2010                         | Liechtenstein – Spanje                   | 0 – 4                                    | Kwalificatie EK 2012                     |                                          |
| 114.                                     | 8 oktober 2010                           | Spanje – Litouwen                        | 3 – 1                                    | Kwalificatie EK 2012                     |                                          |
| 115.                                     | 12 oktober 2010                          | Schotland – Spanje                       | 2 – 3                                    | Kwalificatie EK 2012                     |                                          |
| 116.                                     | 17 november 2010                         | Portugal – Spanje                        | 4 – 0                                    | Vriendschappelijk                        |                                          |
| 117.                                     | 9 februari 2011                          | Spanje – Colombia                        | 1 – 0                                    | Vriendschappelijk                        |                                          |
| 118.                                     | 25 maart 2011                            | Spanje – Tsjechië                        | 2 – 1                                    | Kwalificatie EK 2012                     |                                          |
| 119.                                     | 29 maart 2011                            | Litouwen – Spanje                        | 1 – 3                                    | Kwalificatie EK 2012                     |                                          |
| 120.                                     | 4 juni 2011                              | Verenigde Staten – Spanje                | 0 – 4                                    | Vriendschappelijk                        |                                          |
| 121.                                     | 7 juni 2011                              | Venezuela – Spanje                       | 0 – 3                                    | Vriendschappelijk                        |                                          |
| 122.                                     | 10 augustus 2011                         | Italië – Spanje                          | 2 – 1                                    | Vriendschappelijk                        |                                          |
| 123.                                     | 2 september 2011                         | Chili – Spanje                           | 2 – 3                                    | Vriendschappelijk                        |                                          |
| 124.                                     | 6 september 2011                         | Spanje – Liechtenstein                   | 6 – 0                                    | Kwalificatie EK 2012                     |                                          |
| 125.                                     | 7 oktober 2011                           | Tsjechië – Spanje                        | 0 – 2                                    | Kwalificatie EK 2012                     |                                          |
| 126.                                     | 12 november 2011                         | Engeland – Spanje                        | 1 – 0                                    | Vriendschappelijk                        |                                          |
| 127.                                     | 15 november 2011                         | Costa Rica – Spanje                      | 2 – 2                                    | Vriendschappelijk                        |                                          |
| 128.                                     | 29 februari 2012                         | Spanje – Venezuela                       | 5 – 0                                    | Vriendschappelijk                        |                                          |
| 129.                                     | 26 mei 2012                              | Servië – Spanje                          | 0 – 2                                    | Vriendschappelijk                        |                                          |
| 130.                                     | 30 mei 2012                              | Zuid-Korea – Spanje                      | 1 – 4                                    | Vriendschappelijk                        |                                          |
| 131.                                     | 3 juni 2012                              | Spanje – China                           | 1 – 0                                    | Vriendschappelijk                        |                                          |
| 132.                                     | 10 juni 2012                             | Italië – Spanje                          | 1 – 1                                    | EK 2012                                  |                                          |
| 133.                                     | 14 juni 2012                             | Ierland – Spanje                         | 0 – 4                                    | EK 2012                                  |                                          |
| 134.                                     | 18 juni 2012                             | Kroatië – Spanje                         | 0 – 1                                    | EK 2012                                  |                                          |
| 135.                                     | 23 juni 2012                             | Frankrijk – Spanje                       | 0 – 2                                    | EK 2012                                  |                                          |
| 136.                                     | 27 juni 2012                             | Portugal – Spanje                        | 0 – 0 (2 – 4 n.s.)                       | EK 2012                                  |                                          |
| 137.                                     | 1 juli 2012                              | Italië – Spanje                          | 0 – 4                                    | EK 2012                                  |                                          |
| 138.                                     | 15 augustus 2012                         | Puerto Rico – Spanje                     | 1 – 2                                    | Vriendschappelijk                        |                                          |
| 139.                                     | 7 september 2012                         | Spanje – Saoedi-Arabië                   | 5 – 0                                    | Vriendschappelijk                        |                                          |
| 140.                                     | 11 september 2012                        | Georgië – Spanje                         | 0 – 1                                    | Kwalificatie WK 2014                     |                                          |
| 141.                                     | 12 oktober 2012                          | Wit-Rusland – Spanje                     | 0 – 4                                    | Kwalificatie WK 2014                     |                                          |
| 142.                                     | 16 oktober 2012                          | Spanje – Frankrijk                       | 1 – 1                                    | Kwalificatie WK 2014                     |                                          |
| 143.                                     | 14 november 2012                         | Panama – Spanje                          | 1 – 5                                    | Vriendschappelijk                        |                                          |
| 144.                                     | 8 juni 2013                              | Haïti – Spanje                           | 1 – 2                                    | Vriendschappelijk                        |                                          |
| 145.                                     | 11 juni 2013                             | Spanje – Ierland                         | 2 – 0                                    | Vriendschappelijk                        |                                          |
| 146.                                     | 16 juni 2013                             | Uruguay – Spanje                         | 1 – 2                                    | Confederations Cup                       |                                          |
| 147.                                     | 27 juni 2013                             | Italië – Spanje                          | 0 – 0 (6 – 7 n.s.)                       | Confederations Cup                       |                                          |
| 148.                                     | 30 juni 2013                             | Brazilië – Spanje                        | 3 – 0                                    | Confederations Cup                       |                                          |
| 149.                                     | 14 augustus 2013                         | Ecuador – Spanje                         | 0 – 2                                    | Vriendschappelijk                        |                                          |
| 150.                                     | 6 september 2013                         | Finland – Spanje                         | 0 – 2                                    | Kwalificatie WK 2014                     |                                          |
| 151.                                     | 15 oktober 2013                          | Spanje – Georgië                         | 2 – 0                                    | Kwalificatie WK 2014                     |                                          |
| 152.                                     | 19 november 2013                         | Zuid-Afrika – Spanje                     | 1 – 0                                    | Vriendschappelijk                        |                                          |
| 153.                                     | 5 maart 2014                             | Spanje – Italië                          | 1 – 0                                    | Vriendschappelijk                        |                                          |
| 154.                                     | 7 juni 2014                              | El Salvador – Spanje                     | 0 – 2                                    | Vriendschappelijk                        |                                          |
| 155.                                     | 13 juni 2014                             | Spanje – Nederland                       | 1 – 5                                    | WK 2014                                  |                                          |
| 156.                                     | 18 juni 2014                             | Spanje – Chili                           | 0 – 2                                    | WK 2014                                  |                                          |
| 157.                                     | 8 september 2014                         | Spanje – Macedonië                       | 5 – 1                                    | Kwalificatie EK 2016                     |                                          |
| 158.                                     | 9 oktober 2014                           | Slowakije – Spanje                       | 2 – 1                                    | Kwalificatie EK 2016                     |                                          |
| 159.                                     | 15 november 2014                         | Spanje – Wit-Rusland                     | 3 – 0                                    | Kwalificatie EK 2016                     |                                          |
| 160.                                     | 18 november 2014                         | Spanje – Duitsland                       | 0 – 1                                    | Vriendschappelijk                        |                                          |
| 161.                                     | 27 maart 2015                            | Spanje – Oekraïne                        | 1 – 0                                    | Kwalificatie EK 2016                     |                                          |
| 162.                                     | 14 juni 2015                             | Wit-Rusland – Spanje                     | 0 – 1                                    | Kwalificatie EK 2016                     |                                          |
| Als speler bij FC Porto                  |                                          |                                          |                                          |                                          |                                          |
| 163.                                     | 5 september 2015                         | Spanje – Slowakije                       | 2 – 0                                    | Kwalificatie EK 2016                     |                                          |
| 164.                                     | 9 oktober 2015                           | Spanje – Luxemburg                       | 4 – 0                                    | Kwalificatie EK 2016                     |                                          |
| 165.                                     | 13 november 2015                         | Spanje – Engeland                        | 2 – 0                                    | Vriendschappelijk                        |                                          |
| 166.                                     | 27 maart 2016                            | Roemenië – Spanje                        | 0 – 0                                    | Vriendschappelijk                        |                                          |

Bijgewerkt op 28 juni 2016.

## Erelijst
| Competitie                    | Aantal      | Jaren                                       |
| Real Madrid                   | Real Madrid | Real Madrid                                 |
| ----------------------------- | ----------- | ------------------------------------------- |
| FIFA Club World Cup           | 1x          | 2014                                        |
| Wereldbeker voor clubteams    | 1x          | 2002                                        |
| UEFA Champions League         | 3x          | 1999/00, 2001/02, 2013/14                   |
| UEFA Super Cup                | 2x          | 2002, 2014                                  |
| Primera División              | 5x          | 2000/01, 2002/03, 2006/07, 2007/08, 2011/12 |
| Copa del Rey                  | 2x          | 2010/11, 2013/14                            |
| Supercopa de España           | 4x          | 2001, 2003, 2008, 2012                      |
| FC Porto                      |             |                                             |
| Primeira Liga                 | 1x          | 2017/18                                     |
| Supertaça Cândido de Oliveira | 1x          | 2018                                        |

| Competitie              | Winnaar         | Winnaar         | Runner-up       | Runner-up       | Derde           | Derde           |
| Competitie              | Aantal          | Jaren           | Aantal          | Jaren           | Aantal          | Jaren           |
| Spanje onder 16         | Spanje onder 16 | Spanje onder 16 | Spanje onder 16 | Spanje onder 16 | Spanje onder 16 | Spanje onder 16 |
| ----------------------- | --------------- | --------------- | --------------- | --------------- | --------------- | --------------- |
| UEFA EK –16             | 1x              | 1997            |                 |                 |                 |                 |
| Spanje onder 18         |                 |                 |                 |                 |                 |                 |
| UEFA/CAF Meridian Cup   | 1x              | 1999            |                 |                 |                 |                 |
| Spanje onder 20         |                 |                 |                 |                 |                 |                 |
| FIFA WK –20             | 1x              | 1999            |                 |                 |                 |                 |
| Spanje                  |                 |                 |                 |                 |                 |                 |
| FIFA WK                 | 1x              | 2010            |                 |                 |                 |                 |
| FIFA Confederations Cup |                 |                 | 1x              | 2013            | 1x              | 2009            |
| UEFA EK                 | 2x              | 2008, 2012      |                 |                 |                 |                 |